# یوئی ایچیکاوا
یوئی ایچیکاوا (انگلیسی: Yui Ichikawa؛ زادهٔ ۱۰ فوریهٔ ۱۹۸۶) یک هنرپیشه اهل ژاپن است.